# Bergsolfågel
Bergsolfågel (Cinnyris reichenowi) är en fågel i familjen solfåglar inom ordningen tättingar.

## Utseende och läte
Bergsolfågeln är en medelstor solfågel med praktfull hane i grönt och rött, medan honan är färglöst brunaktig. Hanen har vidare gula fjädertofsar vid skuldrorna som dock ofta hålls dolda. Arten är mycket lik både höglandssolfågeln och olivbukig solfågel, men hanen urskiljs genom en lila kant ovan det röda bröstbandet. Honan är svår att skilja från höglandssolfågeln, men saknar olivbukiga solfågelns ljusa ögonbrynsstreck. Även ruwenzorisolfågeln är lik, men är jämfört med denna mindre med kortare stjärt och näbb. Lätet är ett hårt "jeet" och sången en snabb explosiv serie med ljusa toner.

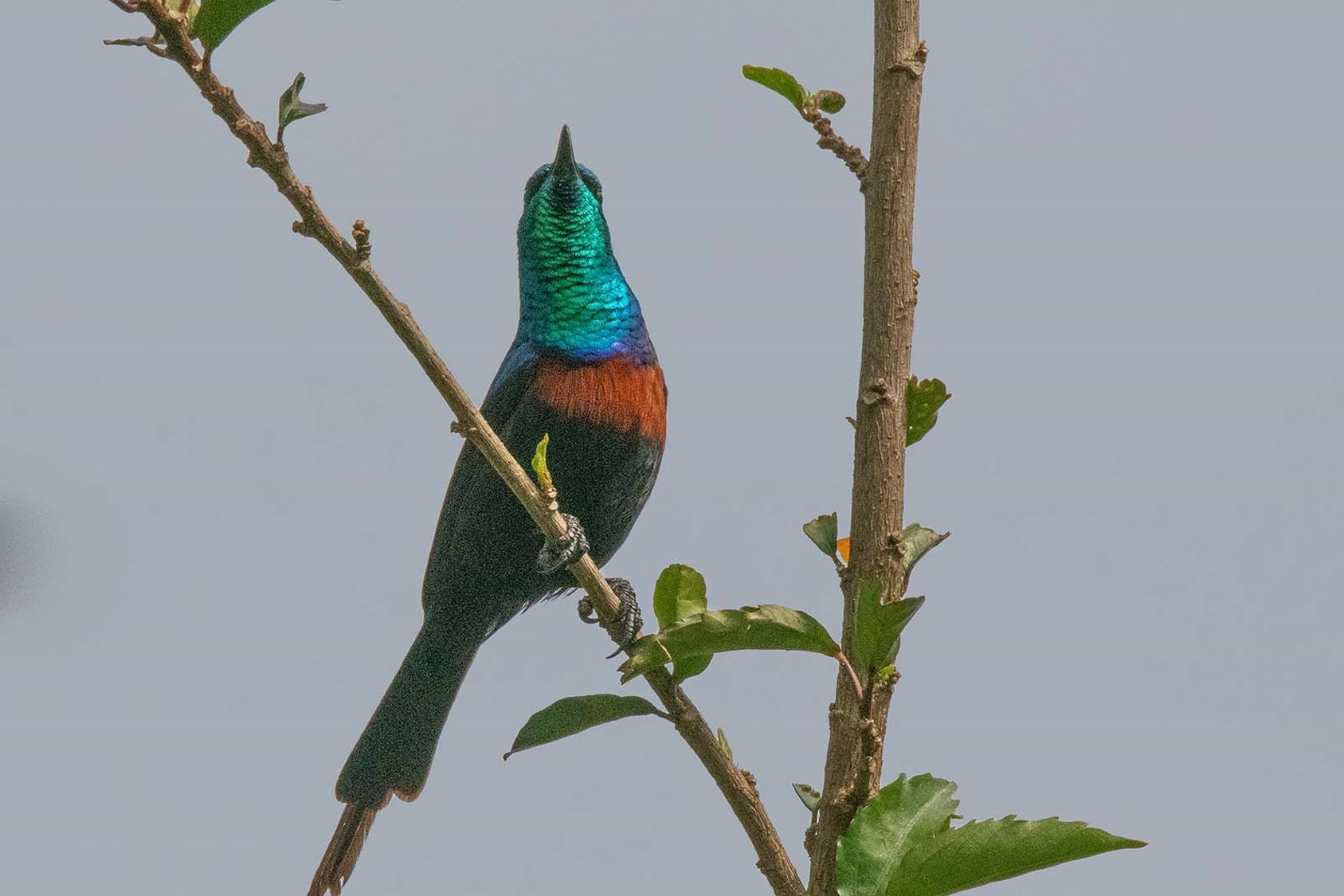

## Utbredning och systematik
Bergsolfågel delas upp i två distinkta underarter med följande utbredning:
- C. r. reichenowi – södra Sydsudan, östra Demokratiska republiken Kongo, nordöstra, östra och sydvästra Uganda, Rwanda, Burundi och västra Kenya
- C. r. preussi – sydöstra Nigeria till Kamerun och västra Centralafrikanska republiken samt ön Bioko i Guineabukten

## Levnadssätt
Bergsolfågel hittas i bergsbelägna gläntor, skogsbryn, buskmarker och trädgårdar.

## Status
Arten har ett stort utbredningsområde och beståndet anses stabilt. Internationella naturvårdsunionen IUCN listar den därför som livskraftig (LC).

## Namn
Det vetenskapliga artnamnet hedrar den tyske ornitologen Anton Reichenow (1847-1941).